# Fotbalový stadion Úvalno
Fotbalový stadion Úvalno je stadion, který se nachází ve slezské obci Úvalno v okrese Bruntál v Moravskoslezském kraji. Své domácí zápasy zde hraje fotbalový klub FK Úvalno. V blízkosti stadionu prochází železniční trať Olomouc – Opava východ se zastávkou Úvalno. 

## Popis
Maximální kapacita stadionu je 300 stojících a 50 sedících diváků. Stadion je bez umělého osvětlení. Rozměry stadionu jsou 100×64 m. Rozloha stadionu činí 15462 m². Povrch stadionu je tvořen přírodním trávníkem, nejsou zde žádné tribuny. Přístup na stadion je bariérový. Provozovatelem a vlastníkem stadionu je fotbalový klub FK Úvalno.

## Fotogalerie

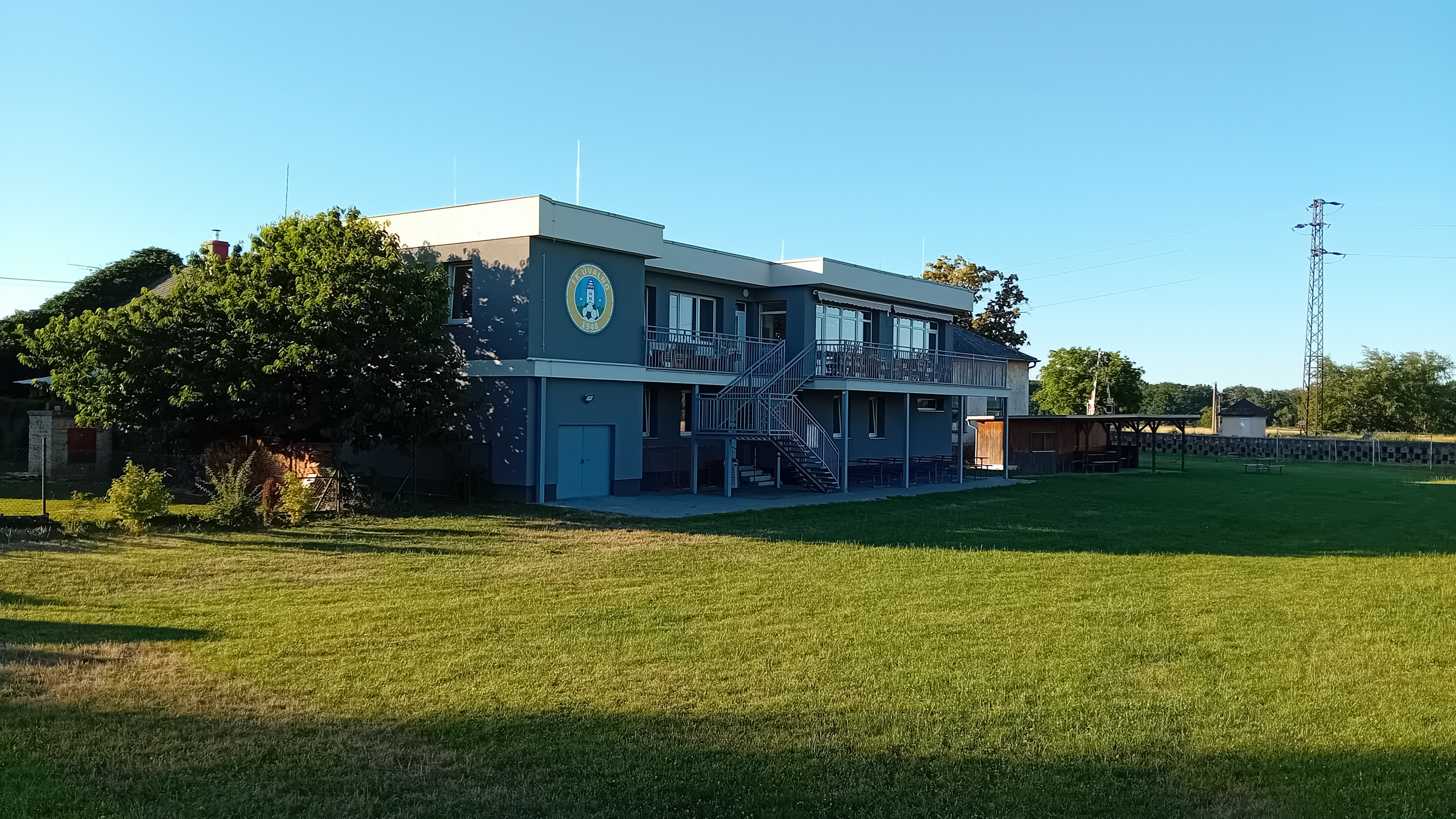
Stadion s provozní budovou
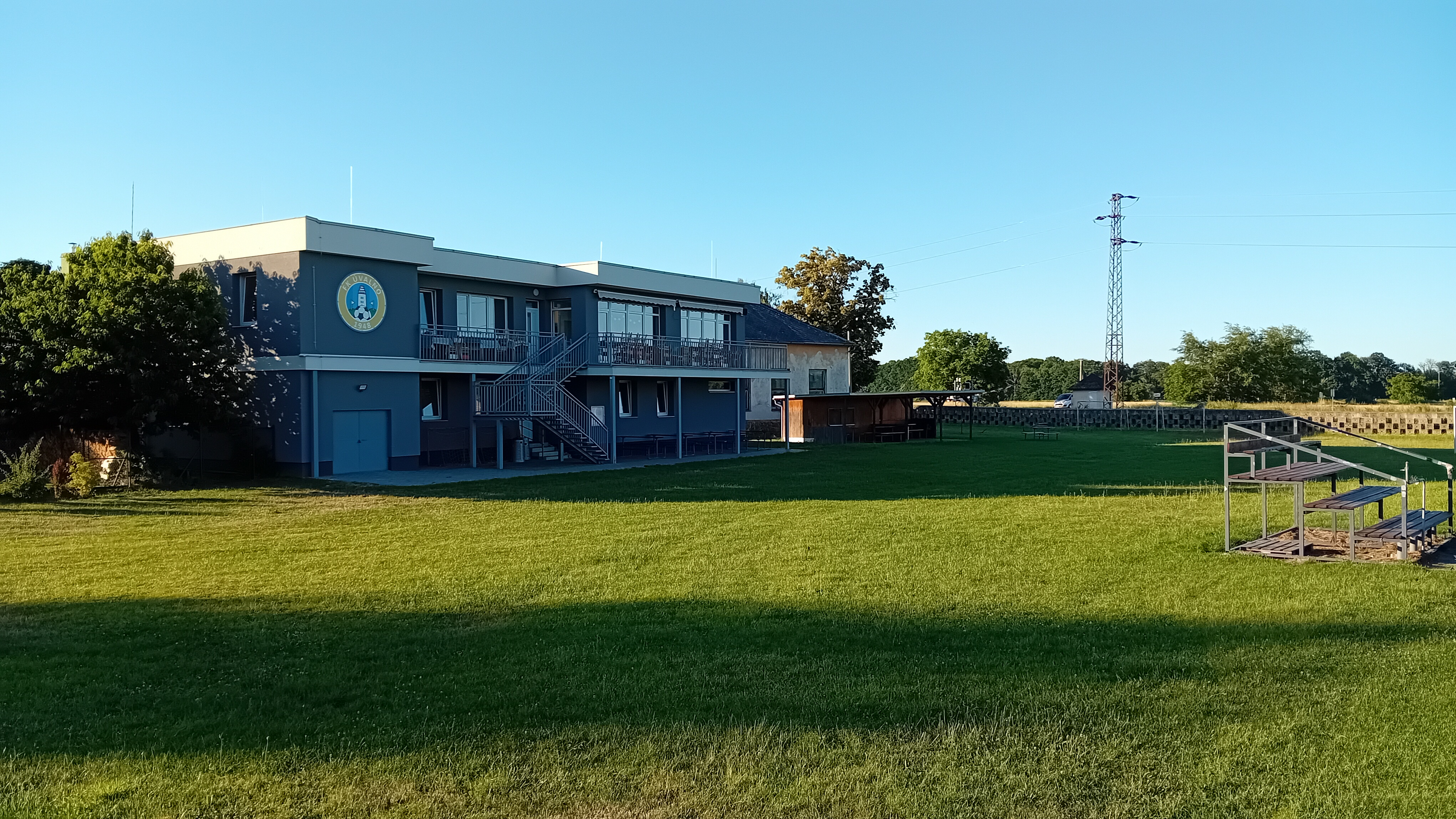
Stadion s provozní budovou a tribunami